# Finntroll
Finntroll je finski folk metal sastav, koji kombinira elemente black i death metala s finskom narodnom glazbom humppa, zbog čega svoju glazbu nazivaju "humppa metal". Gotovo sve pjesme izvode na švedskom jeziku, jer je prvi pjevač bio član švedske manjine u Finskoj, a kasniji pjevači su nastavili tu tradiciju. Većina njihovih pjesama je o trolovima, te finskoj mitologiji.

## Povijest sastava
Sastav su 1997. osnovali gitarist black metal-sastava Impaled Nazarene Teemu "Somnium" Raimoranta i pjevač Jan "Katla" Jämsen. Nakon objavljivanja dema Rivfader pridružuju im se bubnjar Samu Ruotsalainen, gitarist Samuli Ponsimaa, klavijaturist Henri "Trollhorn" Sorvali te basist Sami Uusitalo. Ubrzo potpisuju ugovor s izdavačkom kućom Spinerarm, te 1999. objavljuju prvi studijski album Midnattens Widunder, dok su drugim Jaktens Tid iz 2001. stekli širu popularnost. No nakon toga, pjevač Jämsen zbog tumora na grlu je prisiljen napustiti sastav, te ga zamjenjuje Tapio Wilska. U ožujku 2003. godine, nedugo nakon objavljivanja trećeg studijskog albuma Visor Om Slutet, sastav doživljava još jednu tragediju, kada je u padu s mosta u Hakaniemiju poginuo gitarist Raimoranta. Unatoč tome što su time ostali bez ijednog suosnivača sastava, odlučuju nastaviti s radom, te novi gitarist postaje Mikael Karlbom. Idući studijski album Nattfödd objavljuju 2004. te početkom 2006. kreću na svoju prvu sjevernoameričku turneju, zajedno s njemačkim thrash metal sastavom Sodom. U međuvremenu je klavijaturist Henri "Trollhorn" Sorvali odlučio da zbog privatnih razloga neće više nastupati uživo, te im se od tada na koncertima pridružuje Aleksi "Virta" Virta. U siječnju 2006. pjevač Wilska je otpušten iz sastava, a zamjenjuje ga Mathias "Vreth" Lillmåns. Na idućem albumu Ur Jordens Dup iz 2007. vraća se originalni pjevač Jämsen, no ovaj put u ulozi tekstopisca.  Šesti album Nifelvind, objavljuju 2010. godine, a najnoviji Blodsvept u ožujku 2013. godine.

## Članovi sastava
Trenutačna postava
- Mathias "Vreth" Lillmåns – vokali (2006.–)
- Samuli "Skrymer" Ponsimaa – gitara (1998.–)
- Mikael "Routa" Karlbom – gitara (2003.–)
- Sami "Tundra" Uusitalo – bas-gitara (1998.–)
- Samu "Beast Dominator" Ruotsalainen – bubnjevi (1998.–)
- Henri "Trollhorn" Sorvali – klavijature (1998.–)
- Aleksi "Virta" Virta - klavijature na koncertima (2005.–)

Bivši članovi
- Jan "Katla" Jämsen – klavijature (1997. – 1998.), vokali (1997. – 2002.)
- Teemu "Somnium" Raimoranta – gitara (1997. – 2003.)
- Tapio Wilska – vokali (2002. – 2006.)

## Diskografija
Studijski albumi
- Midnattens Widunder (1999.)
- Jaktens Tid (2001.)
- Visor Om Slutet (2003.)
- Nattfödd (2004.)
- Ur Jordens Djup (2007.)
- Nifelvind (2010.)
- Blodsvept (2013.)
- Vredesvävd (2020.)

## Vanjske poveznice
- Službena stranica